# 565
565 (DLXV) var ett normalår som började en torsdag i den julianska kalendern.

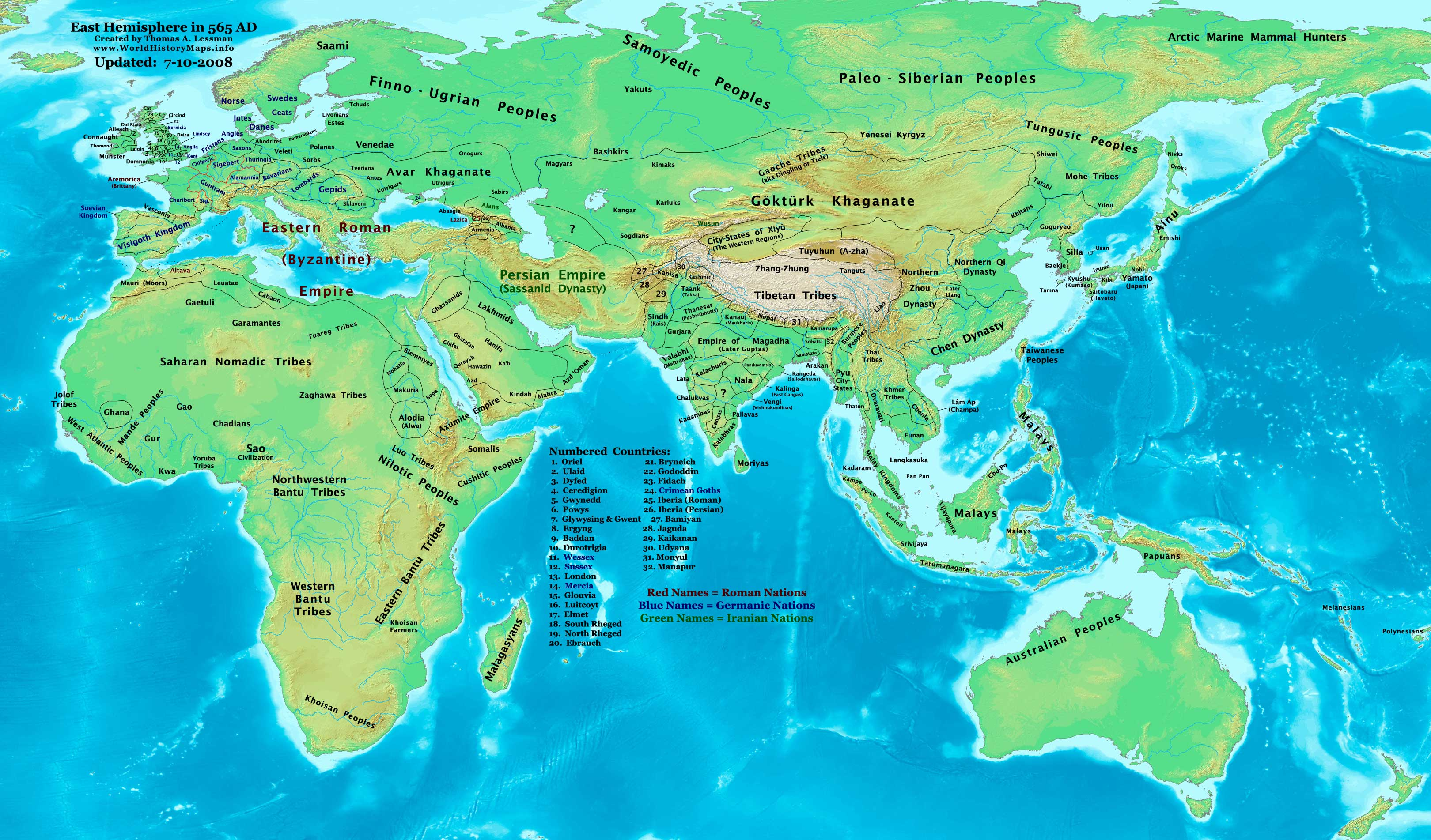
Gamla världen år 565.
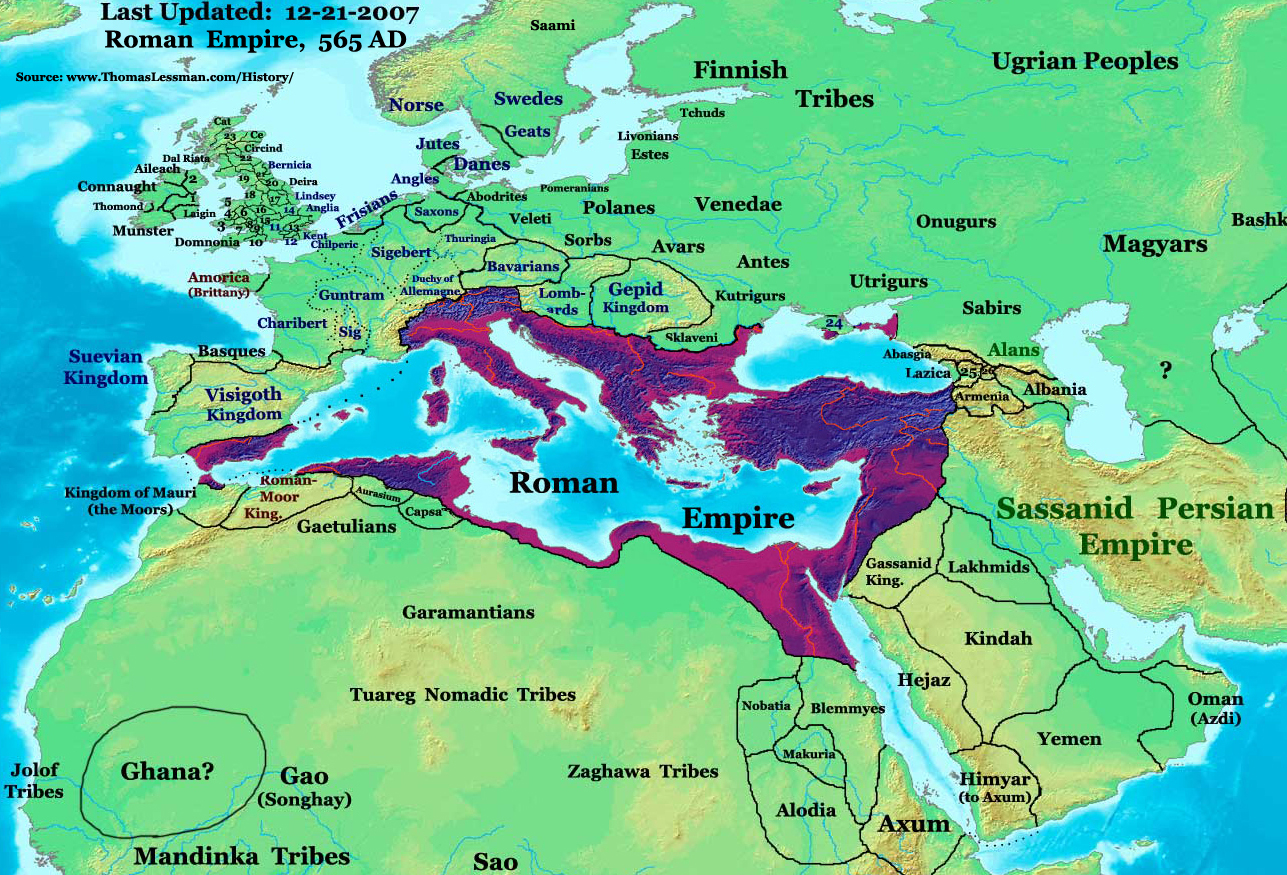
Bysantinska riket år 565.
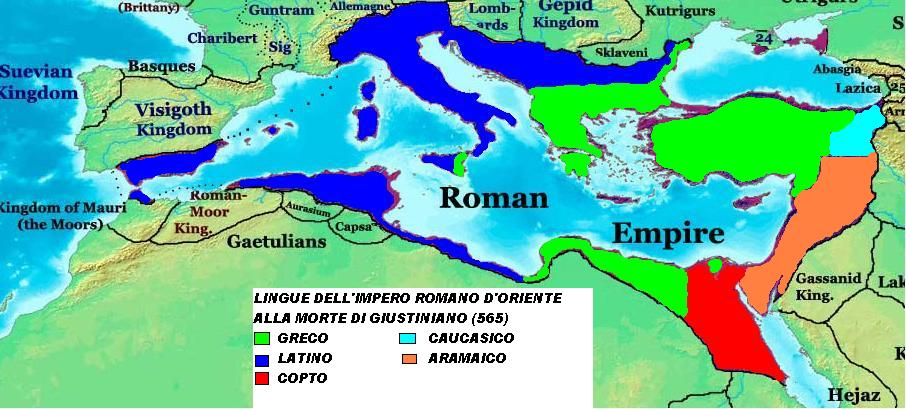
Språken inom Bysantinska riket år 565 (grönt: grekiska; blått: latin; rött: koptiska; turkost: kaukasiska; orange: arameiska).
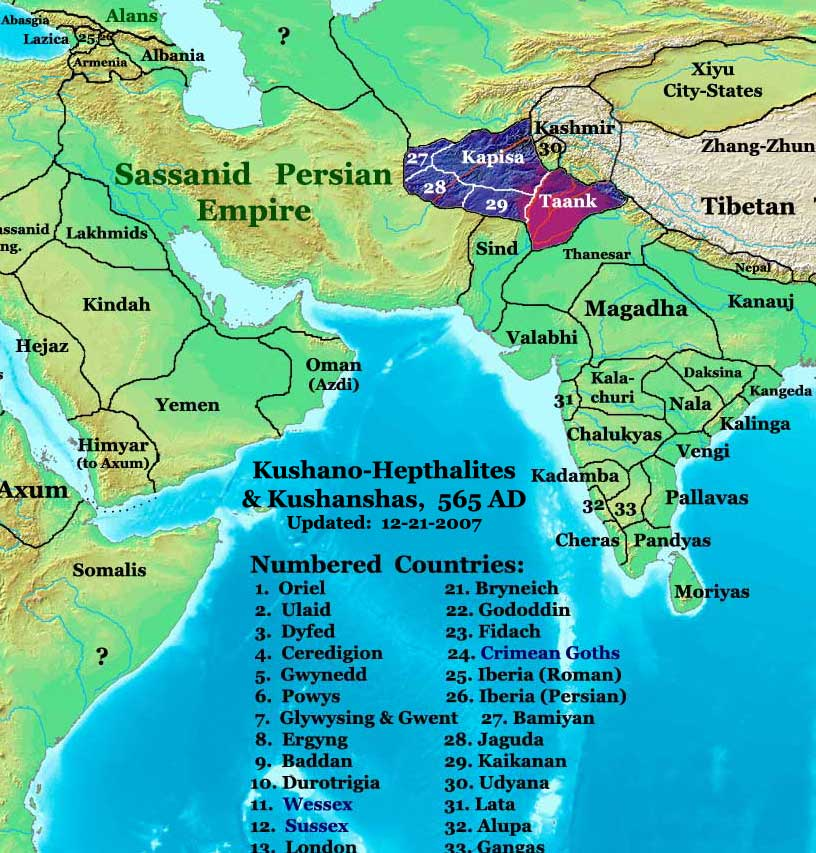
Kushan-heftalitiska riket år 565.

## Händelser

### Augusti
- 22 augusti – Första rapporten om Loch Ness-odjuret görs av Sankt Columba.

## Födda
- Abbas ibn Abd al-Muttalib, profeten Muhammeds farbror (troligen detta år).

## Avlidna
- Belisarius, bysantinsk general
- Audoin, langobardisk kung